# Harold Holt
Harold Edward Holt (Stanmore, Nueva Gales del Sur, 5 de agosto de 1908-Cheviot Beach, Victoria, 17 de diciembre de 1967) fue un político australiano, siendo primer ministro de Australia desde enero de 1966 hasta su desaparición, el 17 de diciembre de 1967.

## Primeros años

### Nacimiento y orígenes
Holt nació el 5 de agosto de 1908 en la casa de sus padres en Stanmore, en el extrarradio de Sídney en Nueva Gales del Sur. Fue el primero de dos hijos del matrimonio de Olive May y Thomas James Holt; su hermano menor Clifford nació en 1910. Sus padres contrajeron matrimonio siete meses antes de su nacimiento, en enero de 1908. Por parte paterna, Holt era descendiente de James Holt, un zapatero de Birmingham (Reino Unido), que había llegado a Nueva Gales del Sur en 1829. Su abuelo paterno, Thomas Holt, era propietario de una extensa explotación ganadera en Nubba (Nueva Gales del Sur) y fue dos veces elegido alcalde de la cercana Wallendbeen. El padre de Holt había estudiado magisterio en Sidney y para cuando Holt nació, trabajaba como profesor de educación física en la Cleveland Street School en Surry Hills. Su madre había nacido en Eudunda (Australia Meridional), y tenía ascendencia inglesa (córnica), alemana e irlandesa; su hermana, tía de Holt, era la actriz Vera Pearce.

### Educación
En 1914 sus padres se trasladaron a Adelaida, donde su padre obtuvo la licencia de un hotel en Payneham. Holt y su hermano quedaron en Sidney, viviendo con un tío suyo y asistiendo a la Randwick Public School, en la zona sur de Sidney. A finales de 1916, Holt fue enviado con sus abuelos en el campo, donde brevemente asistió a la Nubba State School. En 1917 regresó a Sidney y, durante tres años, estuvo matriculado en el Abbotsholme College, una escuela privada en Killara, en la zona norte de la ciudad; sus padres se separaron por esas fechas. Siendo hijo de padres profesores, fue enviado al prestigioso Wesley College de Melbourne (Victoria) a los 11 años, destacando por sus cualidades académicas y atléticas y distinguido por su capacidad liderazgo. Ganó los campeonatos escolares en su año final y se graduó segundo de su clase. Holt pasaba habitualmente las vacaciones con familiares en Nubba o con compañeros de clase en vez de con sus padres —su padre había comenzado a trabajar en una agencia de talentos, realizando viajes por el país en el Tivoli Circuit—. Su madre falleció en 1925; Holt tenía 16 años y fue incapaz de asistir al funeral.
En 1927, Holt comenzó estudios de derecho en la Universidad de Melbourne, viviendo becado en el Queen's College. Representó a la universidad en críquet y fútbol y fue activo en organizaciones estudiantiles como presidente la sociedad de estudiantes de derecho y el club social del internado. Holt ganó premios en oratoria y ensayos escritos. Se licenció en derecho, doctorándose Legum Baccalaureus en 1930. El padre de Holt, que residía en Londres, le animó a continuar sus estudios en Inglaterra, pero Holt declinó la oferta.

### Carrera de abogacía
Fue admitido en el colegio de abogados de Victoria (Victorian Bar) a finales de 1932 y abrió su propio bufete poco después. Sin embargo, los clientes durante la Gran Depresión estaban frecuentemente mal pagados, por lo que Holt vivía en una pensión y a menudo dependía de la hospitalidad de sus amigos. Aprovechando las conexiones de su padre en el mundo del espectáculo, aceptó una oferta para ser secretario de la Victorian Cinematograph Exhibitors' Association, un lobby de la industria cinematográfica. En este cargo apareció varias veces ante la Corte de Conciliación y arbitraje de la Commonwealth. Esto le sirvió como práctica de su carrera y finalmente contó con dos ayudantes, Jack Graham y más tarde James Newman. La sociedad de Holt, Graham, & Newman no sería disuelta hasta 1963 tras una disputa financiera y su reconstitución como Holt, Newman, & Holt; con el hijo de Holt, Sam, como nueva incorporación. La participación real de Holt en la sociedad iría decayendo una vez entró en política y cesaría por completo en 1949, si bien no se formalizaría oficialmente hasta asumir el cargo de primer ministro en 1966.

## Inicio en política

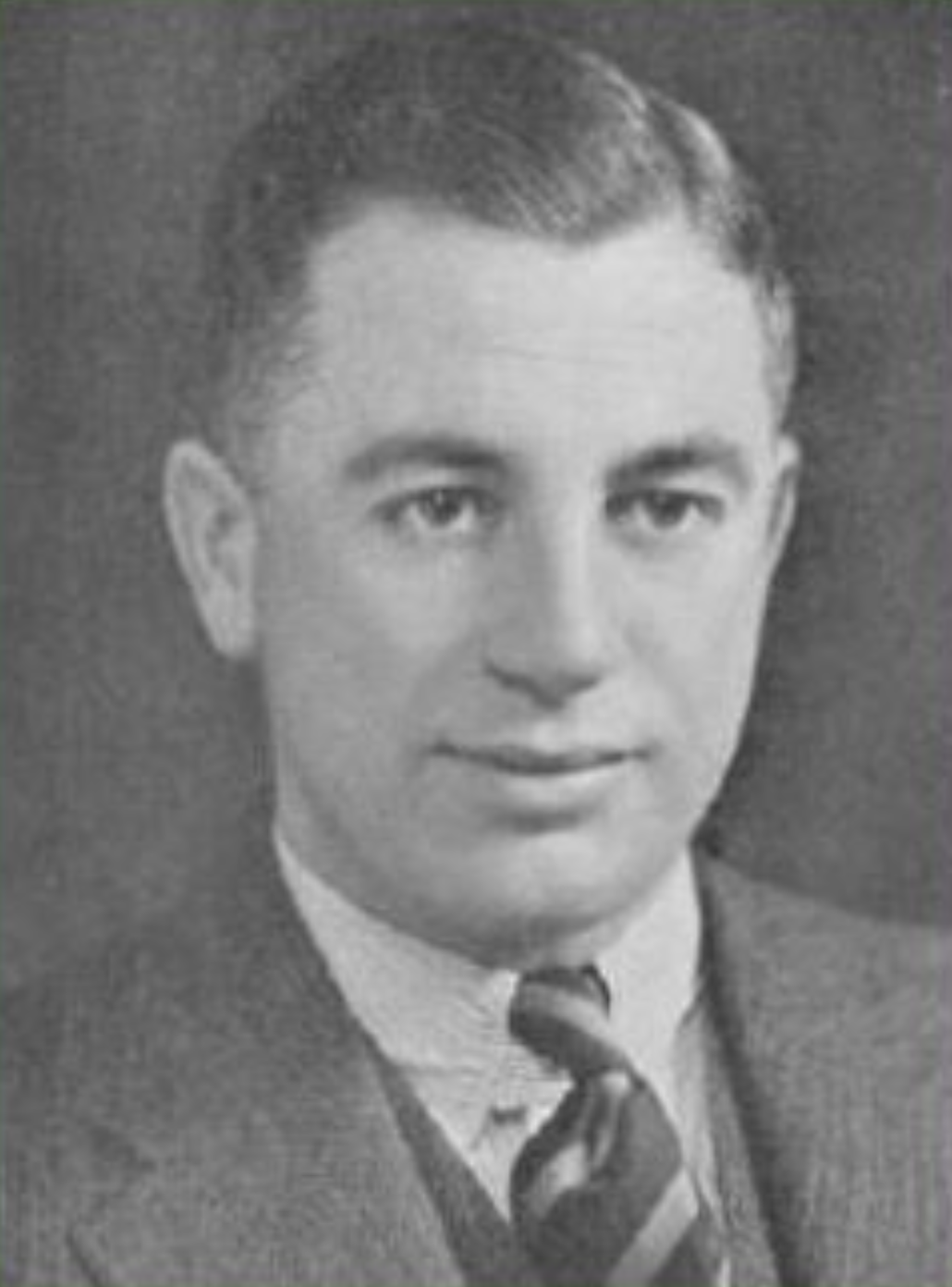
Harold Holt como parlamentario, foto tomada ca. 1935

En 1933, Holt se unió a los Young Nationalists, una rama juvenil del United Australia Party (UAP). Trabó amistad con Mabel Brookes, y a través de él se familiarizó con miembros de alto rango de la influyente Liga Nacional de Mujeres Australianas (AWNL). También se aseguró el patrocinio de Robert Menzies, con quien compartió antecedentes y puntos de vista políticos similares. En las elecciones federales de 1934, Holt se presentó por el UAP en el Distrito de Yarra (Melbourne). Era un feudo para el Partido Laborista, ocupado por el líder del partido (y ex primer ministro) James Scullin. Holt perdió, como era previsible, pero fue elogiado por su campaña. A principios del año siguiente, disputó el feudo laborista de Clifton Hill (Melbourne), en las elecciones estatales de Victoria, perdiendo ante Bert Cremean.
Siempre interesado por la política, Holt fue finalmente elegido miembro del parlamento australiano en su tercer intento, ganando una elección parcial federal por el distrito de Fawkner, en agosto de 1935; su predecesor, George Maxwell, había muerto en el cargo. Ganó la preselección del UAP contra otros cinco candidatos, una victoria que Smith's Weekly atribuyó a sus "madrinas políticas" en la AWNL. Su escaño se centró en los ricos suburbios del este de Melbourne.
De ideas conservadoras era, con 27 años, uno de los miembros más jóvenes del hemiciclo. Rompiendo con la tradición dio su primer discurso el primer día ante la cámara, siendo elocuente y ambicioso, no dejando a nadie indiferente. 
Mantuvo un perfil relativamente bajo en sus primeros años, pero habló sobre una amplia gama de temas. Cuando Robert Menzies ocupó el cargo de primer ministro el 26 de abril de 1939, convirtió a Holt en uno de los cuatro ministros sin cartera. Su inclusión fue posible gracias al colapso de la coalición con el Partido Nacional de Australia (NPA); anteriormente se había reservado un cierto número de puestos para dichos parlamentarios, pero el nuevo gabinete estaba compuesto únicamente por miembros del UAP. Aunque Holt oficialmente no tenía un departamento asignado, era asistente de Richard Gavin Casey, quien dirigía el Departamento de Suministro y Desarrollo. Se le dio la responsabilidad de la Organización de Investigación Científica e Industrial del Commonwealth (CSIRO), y también actuó durante períodos como Ministro de Comercio y Aduanas y Ministro de Aviación (el equivalente actual a Ministro de Defensa) mientras los titulares estaban en el extranjero.

## Segunda Guerra Mundial
En febrero de 1939, Holt se alistó en la Australian Army Reserve, aunque se mantuvo en excedencia mientras duraba su cargo ministerial. En marzo de 1940, el primer ministro Robert Menzies, del United Australia Party (UAP), se vio obligado a formar un gobierno de coalición con la oposición, comandada por el Partido Nacional de Australia (NPA), tras vencer por estrecho margen. Holt, que era ministro sin cartera, fue retirado de su cargo debido a los acuerdos alcanzados, algo a lo que accedió a regañadientes. Su reemplazo fue Arthur Fadden, otro futuro primer ministro. Amargamente decepcionado pero sin renunciar a su escaño, Holt se alistó en mayo de 1940 en la Australian Imperial Force y comenzó a formarse como artillero en el 2/4th Field Regiment, uniéndose a los soldados australianos desplegados en Europa durante la Segunda Guerra Mundial. 
Varios de sus colegas parlamentarios también se alistaron durante de la guerra. A Holt se le había ofrecido una comisión como oficial en la Real Fuerza Aérea Australiana, pero declinó debido a su falta de experiencia. En un comunicado de prensa, Holt dijo que "como el miembro más joven de la cámara, no podría sentirme feliz en mi posición si no estuviera dispuesto a hacer algún sacrificio y tomar parte activa". Fue enviado a Puckapunyal como preparación, y se esperaba que fuera enviado al norte de África o Palestina.
El 13 de agosto de 1940, tres ministros fallecieron en un accidente aéreo en lo que fue conocido como "El desastre aéreo de Canberra". Menzies convocó elecciones anticipadas para el 21 de septiembre de que resultó en un parlamento sin mayorías, gobernando una coalición del UAP con el Australian Country Party.
Inmediatamente, Holt fue llamado por el primer ministro para asumir el cargo de Ministro de Trabajo y Servicio Nacional, cargo al que accedió. El 28 de octubre fue investido como ministro y oficialmente causó baja en el ejército. El nuevo gabinete asumió la mayoría de las responsabilidades del anterior Departamento de Industria. También se convirtió en miembro del Consejo Asesor de Guerra (AWC), aunque personalmente favoreció el establecimiento de un gobierno de unidad nacional con el Partido Laborista.
Como ministro de Trabajo, la tarea principal de Holt era evitar que los conflictos laborales interrumpieran el esfuerzo de guerra. Se reunió con líderes sindicales y grupos de empleadores, asegurándose un acuerdo para la racionalización del trabajo mientras la guerra durase. También había sido nombrado Ministro de Investigación Científica e Industrial, lo que le dio la responsabilidad del CSIR y sus esfuerzos en tiempos de guerra. En abril de 1941, Holt patrocinó y supervisó la aprobación de la Child Endowment Act, una ley que introdujo un plan universal de dotación infantil; la prensa le etiquetó como "el padrino de un millón de niños australianos". Cuando los problemas de liderazgo golpearon a la Coalición más tarde ese año, Holt inicialmente apoyó a Menzies. Sin embargo, él y cinco colegas del gabinete finalmente transfirieron su lealtad a Arthur Fadden, creyendo que de esta manera era lo única vía para garantizar un gobierno estable. Menzies sintió que había sido traicionado, pero perdonó a Holt y aceptó sus garantías de que había estado actuando en el mejor interés del país.
Holt retuvo sus carteras en el gobierno de Fadden, que duró solo 40 días antes de ser derrotado en una moción de confianza en octubre de 1941, lo que hizo que se vieran en la oposición durante los ocho años siguientes. Después de pasar a la oposición, mantuvo un perfil bajo durante el resto de la guerra, excepto por su membresía en el Comité Conjunto de Gastos de Guerra. Fue criticado por algunos por no regresar al ejército, y en las elecciones de 1943 se opuso al brigadier William Cremor, cuya campaña fue financiada por empresarios de Sydney (incluido Keith Murdoch). Perdió parte de las preferencias de voto, pero sufrió solo un pequeño cambio debido al sistema electoral. Menzies regresó como líder del UAP en septiembre de 1943, y Holt fue inicialmente un candidato para el liderazgo adjunto; se retiró una vez que el ex primer ministro Billy Hughes entró en competición. Holt estaba a favor de la creación del Partido Liberal, pero no jugó un papel importante en los aspectos prácticos de la misma. Se convirtió en miembro oficial del nuevo partido en febrero de 1945.

## Perfil político tras la Segunda Guerra Mundial

### Ministro de Trabajo e Inmigración
Tras las elecciones de diciembre de 1949 los liberales del UAP (desde 1945 refundados como Partido Liberal de Australia) volvieron al poder mediante una coalición de los partidos Liberal y Nacional. En una redistribución anterior a los comicios, la mayoría de Holt en Fawkner casi desapareció. Fue transferido a la de Higgins, una de las nuevas divisiones creadas en la redistribución de 1949. Higgins parecía un escaño liberal seguro; creado en las zonas más pudientes de Fawkner, Holt ganó fácilmente. Menzies fue reelegido primer ministro y nombró a Holt Ministro de Trabajo y de Inmigración, cargo que ostentó de 1949 a 1958 y de 1949 a 1956, respectivamente. Dichos cargos le valieron ser considerado por la prensa como "seguro sucesor de Menzies y potencial Primer Ministro".
En el ejercicio de dicho ministerio y al contrario que su predecesor, Arthur Calwell, permitió el acceso a Australia de personas no blancas, lo cual había sido restringido con la White Australia Policy. Con el nombre de «Plan Colombo» (1950) auspiciado por Holt, Australia empezó a admitir estudiantes asiáticos en las universidades del país. Esto significó un avance en el intento de romper con las actitudes racistas. Uno de sus primeros actos fue intervenir en el caso de Lorenzo Gamboa, un hombre de origen filipino con esposa e hijos australianos a quien Calwell no permitió la entrada en el país tras su expulsión. Holt revirtió la decisión, permitiendo que Gamboa se estableciera en Australia permanentemente. El legado de Holt, ya retirado del cargo en 1956, continuó y en 1957, se empezó a otorgar la ciudadanía australiana a personas «no blancas» que residían en Australia desde hace más de 15 años. El Acta de Migración de 1958 abolió la prueba de dictado e introdujo un examen más simple. 
La labor en el Ministerio de Trabajo fue descrita como excelente y como una de las mejores. Aunque las condiciones estaban maduras para los disturbios industriales —la influencia comunista en el movimiento sindical estaba entonces en su apogeo, y la facción de derecha en el gabinete estaba abiertamente agitando un enfrentamiento con los sindicatos—, la combinación de un fuerte crecimiento económico y el enfoque acertado de Holt hacia las relaciones laborales hizo que el número de horas de trabajo perdidas en huelgas cayera drásticamente, de más de dos millones en 1949 a sólo 439 000 en 1958. También tuvo responsabilidades en la celebración de los Juegos Olímpicos de Melbourne de 1956.
Como parte de los privilegios de su cargo, acudió encantado a la coronación de la reina Isabel II en 1953. Se sentó junto a la reina en el salón de Westminster y propuso un brindis en honor a la Asociación Parlamentaria de la Commonwealth. La reina le devolvió la visita a Australia al año siguiente, en 1954. Holt formó parte del comité de recepción en la Bahía de Sídney.

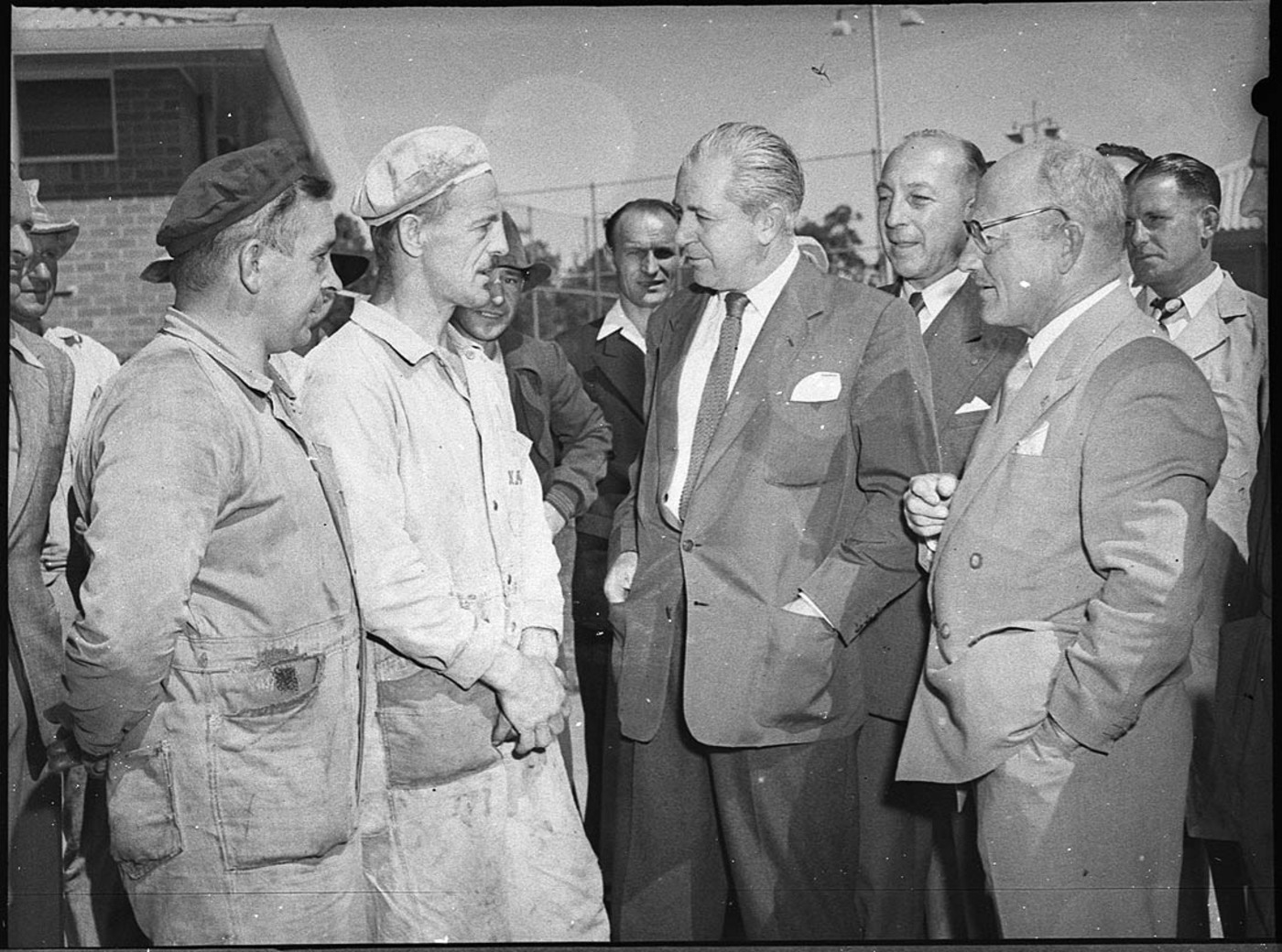
Harold Holt (centro), como Ministro de Trabajo visitando una fábrica el 23 de marzo de 1954.

Holt fomentó una mayor colaboración entre el gobierno, los tribunales, los empleadores y los sindicatos. Disfrutó de buenas relaciones con líderes sindicales como Albert Monk, presidente del Consejo Australiano de Sindicatos (ACTU); y Jim Healy, líder de la radical Waterside Workers Federation (WWF). Se ganó una reputación de tolerancia, moderación y voluntad de compromiso, aunque su controvertida decisión de usar tropas para tomar el control de unas instalaciones de carga durante un enfrentamiento portuario en Bowen (Queensland) en septiembre de 1953, provocó amargas críticas.
El perfil personal y la posición política de Holt crecieron a lo largo de la década de 1950. Sirvió en numerosos comités y delegaciones en el extranjero, fue nombrado Consejero Privado en 1953, y en 1954 fue nombrado uno de los seis hombres mejor vestidos de Australia. En 1956, fue elegido Líder Adjunto del Partido Liberal (vicepresidente del partido) y se convirtió en Líder de la Cámara. Desde este momento, fue generalmente reconocido como el heredero aparente de Menzies.

### Tesorero General de Australia

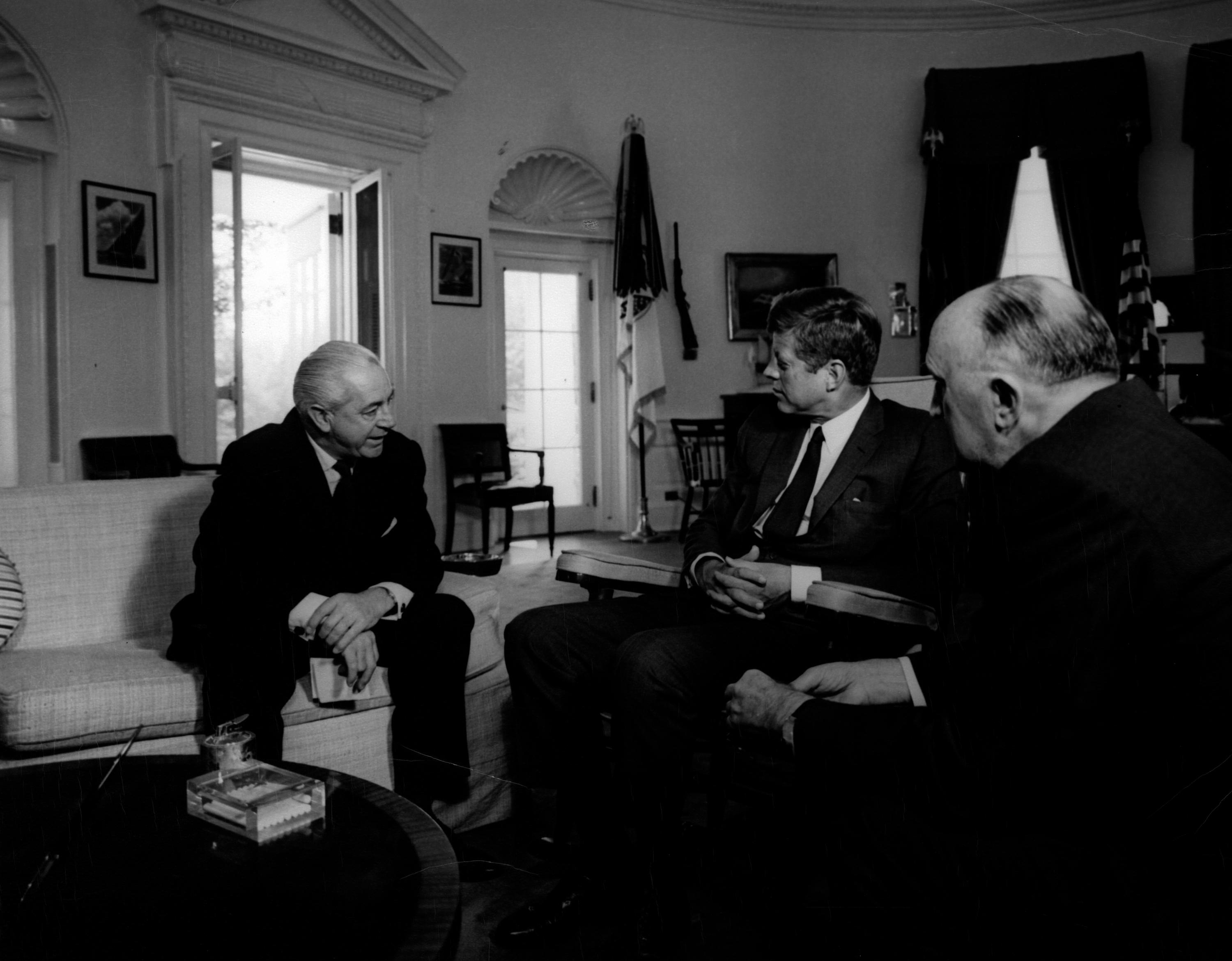
Harold Holt conversando en el Despacho Oval de la Casa Blanca con el Presidente John F. Kennedy y el embajador de Australia en Estados Unidos, Sir Howard Beale, sentado a la derecha. 2 de octubre de 1963.

En diciembre de 1958, y tras el retiro de Arthur Fadden, fue nombrado Tesorero General por Menzies, un paso esencial en el camino hacia el liderazgo. Holt tenía poco conocimiento o interés en la economía, pero el trabajo consolidó su posición como probable sucesor de Menzies. Como tesorero, Holt confió fuertemente en el consejo del secretario del Tesoro Roland Wilson. Sus logros incluyeron importantes reformas al sistema bancario (originadas por Fadden) –incluido el establecimiento del Banco de la Reserva de Australia– y la planificación y preparación para la introducción de la divisa decimal. Fue Holt quien convenció al gabinete de llamar a la nueva moneda "dólar" en lugar "real".
La economía que Holt heredó estaba creciendo fuertemente, ayudada por la apertura de nuevas minas de mineral de hierro. Sin embargo, en 1959, la inflación era del 4,5% y el Tesoro estaba alarmado. Holt se mostró reacio a actuar, pero en noviembre de 1960 introdujo un paquete deflacionario de cambios fiscales. También aceptó a regañadientes un aumento de la tasa de interés por parte del Banco de la Reserva. La contracción del crédito fue apodada la Holt jolt. La economía entró en recesión y el desempleo aumentó al 3%, lo que se consideró alto para la época y contrario a la política del gobierno de pleno empleo.
La restricción crediticia llevó a la Coalición peligrosamente cerca de perder las elecciones de 1961, con la Coalición obteniendo mayoría por un solo escaño. Hubo llamamientos para que Holt fuera despedido, pero retuvo el apoyo de Menzies. Más tarde describió 1960-61 como «mi año más difícil en la vida pública». La mayoría de las medidas deflacionarias se revirtieron en 1962, y el desempleo se redujo al 1,5 % en agosto de 1963. En presupuestos posteriores, Holt se retiró a su casa de vacaciones de Queensland mientras se preparaba. Dijo que el presupuesto de 1965 «ha tenido la mejor recepción de cualquiera de las series que he presentado».
A Holt le encantaba el glamour y la pompa de su cargo, pero encontraba tediosas algunas tareas cotidianas. En presupuestos posteriores, Holt se retiró a su casa de vacaciones de Queensland mientras se preparaba. Comenzó a pasar más tiempo con su mujer, Zara Bate, en su residencia. Sus pasatiempos favoritos eran la natación y la pesca submarina.

## Primer ministro
El 20 de enero de 1966 el primer ministro Menzies, decidió que había llegado la hora de retirarse, ante el difícil panorama político que se le presentaba el resto del mandato. Sin oposición, Harol Holt tomó el relevo y se convirtió el 26 de enero de 1966 en el decimoséptimo primer ministro de Australia, con William McMahon como segundo al mando. Su juramento se retrasó por la muerte del Ministro de Defensa Shane Paltridge; él y Menzies fueron portadores del féretro en el funeral de estado de Paltridge el 25 de enero. Holt fue el primer primer ministro australiano nacido en el siglo XX y el primero nacido después del establecimiento de la federación. Era casi catorce años más joven que su predecesor, pero, a la edad de 57 años, todavía era el cuarto hombre de mayor edad en asumir el cargo. 
Había sido diputado durante más de 30 años antes de convertirse en primer ministro, siendo la espera más larga para cualquier primer ministro no interino. La única persona que tuvo una espera más larga fue su sucesor interino John McEwen, que estuvo 33 años antes de ascender al puesto. Estilísticamente, Holt era más informal y contemporáneo que Menzies, y su esposa lo acompañó en el centro de atención política. Concedió a los medios de comunicación un nivel de acceso sin precedentes, y fue el primer primer ministro en realizar conferencias de prensa y conceder entrevistas televisivas regularmente, acompañado por su secretario de prensa, Tony Eggleton. 
El gabinete inicial de Holt no cambió sustancialmente con respecto al de su predecesor. El senador John Gorton fue incluido en el gabinete y Les Bury ocupó la cartera de Ministro de Trabajo y Servicio Nacional para reemplazar a McMahon. Hubo otros cambios importantes en la composición, como la promoción de McMahon a tesorero en lugar de Holt. Una adición notable al ministerio exterior fue la senadora Annabelle Rankin como Ministra de Vivienda  –la primera mujer en ocupar una cartera ministerial. Una reorganización menor ocurrió después de las elecciones de 1966, con Doug Anthony e Ian Sinclair agregados al gabinete y Charles Barnes degradado al ministerio exterior. El único departamento gubernamental nuevo creado durante el mandato de Holt fue el Departamento de Educación y Ciencia, establecido en diciembre de 1966, que fue el primer departamento federal específico para cualquiera de esas áreas. El líder del Partido Nacional y Vice primer ministro de facto, John McEwen, recibió efectivamente poder de veto sobre la política del gobierno en virtud de ser el miembro más antiguo del gobierno.
Al contrario que Menzies, que a menudo se mostraba muy distante, Holt se mostró muy cercano. Creía que se podían debatir los asuntos y confiaba en los gobiernos abiertos. Holt demostró rápidamente ser un líder popular y carismático.

### Elecciones federales de 1966
El 26 de noviembre de 1966, Holt luchó en su primera y única elección general como primer ministro, ganando una victoria algo inesperada. La Coalición obtuvo el 56,9% del voto, ganando 10 escaños y llevando su número total de escaños en la Cámara de Representantes a 82 de 124, el gobierno mayoritario más grande en la historia de Australia en ese momento. Los liberales terminaron a solo dos escaños de formar un gobierno mayoritario por derecho propio. Fue un margen de victoria más amplio que el que Menzies había logrado en ocho elecciones como líder liberal, y fue la peor derrota electoral del Partido Laborista en 31 años.
Holt recibió escaso mérito por la victoria electoral de la Coalición, incluso dentro de su propio partido. En general, se sostuvo que la pobre campaña del Partido Laborista había sido el factor principal en su derrota. Arthur Calwell, el líder de la oposición, tenía 70 años y una popularidad personal limitada: una encuesta de Gallup antes de las elecciones colocó su índice de popularidad en el 24%, en comparación con el 60% de Holt. Calwell había sufrido una ruptura perjudicial con su diputado Gough Whitlam a principios de año, y el público en general todavía percibía al partido como dividido. En una elección donde la Guerra de Vietnam fue un tema importante de campaña, él y Whitlam se contradijeron públicamente en las principales decisiones políticas. El Partido Laborista se presentó con una plataforma contra la guerra, pero luchó por atraer a los votantes preocupados por la seguridad nacional; combinado con la dedicación de Calwell a los dictados de la White Australia Policy, conllevó a que el partido fuera retratado como aislacionista e ingenuo sobre política exterior. Calwell era mucho menos telegénico que su oponente, y era visto como brusco y antagónico donde Holt era suave y amigable. En un mitin en Adelaida una semana antes de las elecciones, Calwell acusó a Holt de haber "abandonado la Segunda Guerra Mundial, al igual que sus tres hijastros se están acobardando de la guerra en Vietnam hoy". Su ataque a la familia de Holt, que se negó a retirar, fue visto como desesperado e indigno, y se señaló que, a diferencia de Holt, Calwell no había realizado ningún servicio militar en la Segunda Guerra Mundial.Finalmente, Holt, el 26 de noviembre de 1966, consiguió una victoria aplastante en las elecciones generales, tras una dura campaña con actos electorales interrumpidos por protestas contra la guerra.
A principios de 1967, Calwell se retiró como líder del ALP. Whitlam lo sucedió, y demostró ser un oponente mucho más efectivo de lo que Calwell había sido, obteniendo resultados tanto en los medios como en el parlamento. El trabajo pronto le llevó a recuperarse al Partido Laborista y ganar terreno. Para entonces, las tensiones largamente reprimidas entre los socios de la Coalición sobre las políticas económicas y comerciales también estaban comenzando a surgir. A lo largo de su etapa como líder liberal, Menzies había impuesto una estricta disciplina del partido, pero, una vez que se fue, la disensión comenzó a surgir. Algunos liberales pronto se sintieron insatisfechos por lo que consideraron como el débil liderazgo de Holt. Alan Reid afirma que Holt estaba siendo cada vez más criticado dentro del partido en los meses previos a su muerte, que fue percibido como "vago, impreciso y evasivo" y "agradable hasta el punto de que su decencia esencial fue vista como debilidad".

### Política interior
Según su biógrafo Tom Frame, "las inclinaciones y simpatías de Holt eran las del centro político [...] era un pragmático más que un filósofo, pero sin embargo reclamó un linaje filosófico que lo conectaba con Alfred Deakin y citó con aprobación su declaración de que "somos liberales siempre, radicales a menudo y reaccionarios nunca".

#### Economía
Holt, como primer ministro, fue criticado a veces por no ser asertivo en asuntos económicos. La gran sequía de 1965 había llevado a una ralentización del crecimiento, pero no estaba dispuesto a aumentar el gasto público en caso de que aumentara la inflación. El dólar australiano –un legado del período de Holt como tesorero– entró en circulación el 14 de febrero de 1966, menos de un mes después de que comenzara su mandato. La libra australiana (dividida por 20 chelines o 240 peniques), quedó en una proporción de 1 £ libra australiana = 2 A$ dólares australianos.
En noviembre de 1967, el gobierno británico anunció inesperadamente que devaluaría la libra esterlina en un 14%. Holt anunció que el gobierno australiano no seguiría su ejemplo, retirando definitivamente a Australia del área de la libra esterlina. El Partido Nacional, compañero de coalición, se opuso firmemente a la decisión, porque temía que perjudicara a la industria primaria. McEwen llegó a emitir una declaración pública criticando la decisión, que Holt consideró una violación de la solidaridad del gabinete. La disputa causó una ruptura en la relación de Holt y McEwen y casi derribó a la Coalición; en un momento dado, Holt hizo preparativos para que los liberales gobernaran como un gobierno minoritario en caso de que McEwen rompiera el acuerdo de coalición. En última instancia, la disputa se resolvió a favor de Holt. The Bulletin dijo que la retirada era "bastante segura de significar el final de cualquier relación especial restante entre Australia y el Reino Unido". No hubo otras reformas de calado en política económica realizadas durante el gobierno de Holt, aunque Australia se convirtió en miembro fundador del Banco Asiático de Desarrollo en 1966.

#### Inmigración
Como primer ministro, Holt continuó la liberalización de la ley de inmigración que había comenzado como Ministro de Inmigración. Cuando llegó al cargo, lo que quedaba de la política de la White Australia Policy fue eliminado por decreto ministerial en lugar de por legislación explícita. En marzo de 1966, el requisito de residencia para la naturalización se redujo a cinco años; anteriormente habían pasado 15 años para los no blancos. También se eliminaron las disposiciones discriminatorias relativas a la reunificación familiar. Como resultado, en los dos años posteriores a marzo de 1966, alrededor de 3.000 inmigrantes asiáticos obtuvieron la ciudadanía australiana, en comparación con 4.100 en las dos décadas anteriores.
El Ministro de Inmigración Hubert Opperman tras la revisión de la política de inmigración en marzo de 1966, anunció que las solicitudes de inmigración serían aceptadas a personas altamente calificadas sobre la base de su autosostenibilidad como residentes, su habilidad para integrarse inmediatamente a la sociedad y que las calificaciones poseídas fueran de beneficio para Australia; los no blancos habían tenido que demostrar previamente que estaban "altamente calificados y distinguidos" para ingresar. Al mismo tiempo, el gobierno liberal de Holt decidió que un determinado número de «residentes temporales» no europeos que no requerían abandonar Australia, pudiera convertirse en residentes permanentes y ciudadanos después de 5 años (lo mismo que se exigía a los europeos).
Keith Wilson creía que las reformas del gobierno de Holt aseguraban que "de ahora en adelante no habrá en ninguna de nuestras leyes ni en ninguna de nuestras regulaciones nada que discrimine a los migrantes por motivos de color o raza". Sin embargo, no habría cambio en la práctica en la composición de la admisión de inmigrantes de Australia durante muchos años más. Holt sostuvo que "cada país se reserva el derecho de decidir cuál será la composición de su pueblo", y prometió "una vida comunitaria libre de graves problemas minoritarios y raciales". Tuvo cuidado de enmarcar sus cambios como una simple modificación de la política existente, para evitar alienar a los trabajadores organizados (históricamente los mayores partidarios de restringir la inmigración no blanca). El Partido Laborista solo había eliminado a la "Australia blanca" de su plataforma en 1965, y el líder de la oposición Arthur Calwell declaró que estaba "decidido a continuar oponiéndose, por muchas razones obvias, a cualquier intento de crear una sociedad multirracial entre nosotros". Sin embargo, Holt fue menos circunspecto fuera de Australia, diciendo a los periodistas británicos que no existía una política de Australia blanca y ordenando a las embajadas australianas que promovieran los cambios en los gobiernos asiáticos y los medios de comunicación.

#### Reforma constitucional
En 1967, el gobierno de Holt enmendó la constitución para alterar la sección 51 (XXVI) y eliminar la sección 127. Esto le dio al gobierno federal el poder de legislar específicamente para los aborígenes australianos, y también ordenó contar a los indígenas en el censo. Las enmiendas constitucionales requerían un referéndum antes de que pudieran ser promulgadas, que fue aprobado con más del 90% de los votos; sigue siendo la mayor mayoría de referéndum en la historia de Australia. Holt personalmente consideró las enmiendas innecesarias y en su mayoría simbólicas, pero pensó que serían bien recibidas por la comunidad internacional (particularmente Asia). Según Barrie Dexter, estaba sorprendido en privado por el resultado del referéndum, ya que no estaba seguro de si se aprobaría.
Holt llegó a considerar el referéndum como indicativo de un cambio en el sentimiento nacional. En los meses siguientes, recorrió comunidades aborígenes y consultó con líderes indígenas, incluidos Charles Perkins y Kath Walker. A pesar de la oposición de los gobiernos estatales, creó una nueva Oficina de Asuntos Aborígenes dentro del Departamento del primer ministro, así como un nuevo órgano asesor llamado Consejo de Asuntos Aborígenes (presidido por H. C. Coombs). Según Coombs y Paul Hasluck, Holt tenía poco interés en los asuntos indígenas antes de convertirse en primer ministro. A pesar de esto, provocó un cambio fundamental en la forma en que se manejaba la política, allanando el camino para que el gobierno federal asumiera muchos de los poderes y responsabilidades que anteriormente habían sido reservados a los estados. El académico indígena Gary Foley ha dicho que la muerte de Holt fue un revés para los aborígenes, ya que sus sucesores no mostraron el mismo compromiso con el marco que él estableció.
El gobierno de Holt también intentó sin éxito eliminar la sección 24 de la constitución (la llamada "cláusula de nexo"), que requiere que el número de miembros en la Cámara de Representantes sea "lo más cercano posible, el doble del número de senadores". El referéndum resultante no estuvo cerca de ser aprobado, con solo el 40% votando a favor en todo el país y solo un estado (Nueva Gales del Sur) registrando una mayoría. Los tres líderes de los principales partidos hicieron campaña por el "Sí", mientras que la oposición provino principalmente de los diputados de la Coalición y los senadores del Partido Laborista Democrático. Los partidarios del "No" argumentaron con éxito que la sección 24 protegía la influencia del Senado y, por lo tanto, los intereses de los estados menos poblados y las áreas rurales. Holt hizo otra reforma legal significativa, aunque una que no requirió una enmienda constitucional. En septiembre de 1967, anunció que su gobierno utilizaría la sección 74 de la constitución para eliminar la posibilidad de que los casos de la Corte Suprema fueran apelados ante el Comité Judicial del Consejo Privado. La legislación necesaria no se aprobó hasta después de su muerte.

#### Cultura
En noviembre de 1967, en una de sus últimas declaraciones políticas importantes, Holt anunció el establecimiento de la Galería Nacional de Australia y el Consejo de Australia para las Artes. La Galería Nacional, que no abrió hasta 1982, fue el primer gran proyecto de infraestructura relacionado con las artes financiado por el gobierno federal; los proyectos anteriores habían sido financiados por gobiernos estatales o por suscripción privada. Holt dijo que "agregaría significativamente a la vida cultural de Australia y la capital nacional". El otro elemento de su anuncio, el Consejo de Australia para las Artes, fue el primer consejo nacional de las artes, destinado a proporcionar asesoramiento independiente al Departamento del primer ministro sobre la financiación de las artes. Rupert Myer ha sugerido que "el legado de Holt debería ser una creencia central y una amplia demanda pública para el apoyo sostenido de la actividad cultural de los tres niveles de gobierno".

### Política exterior

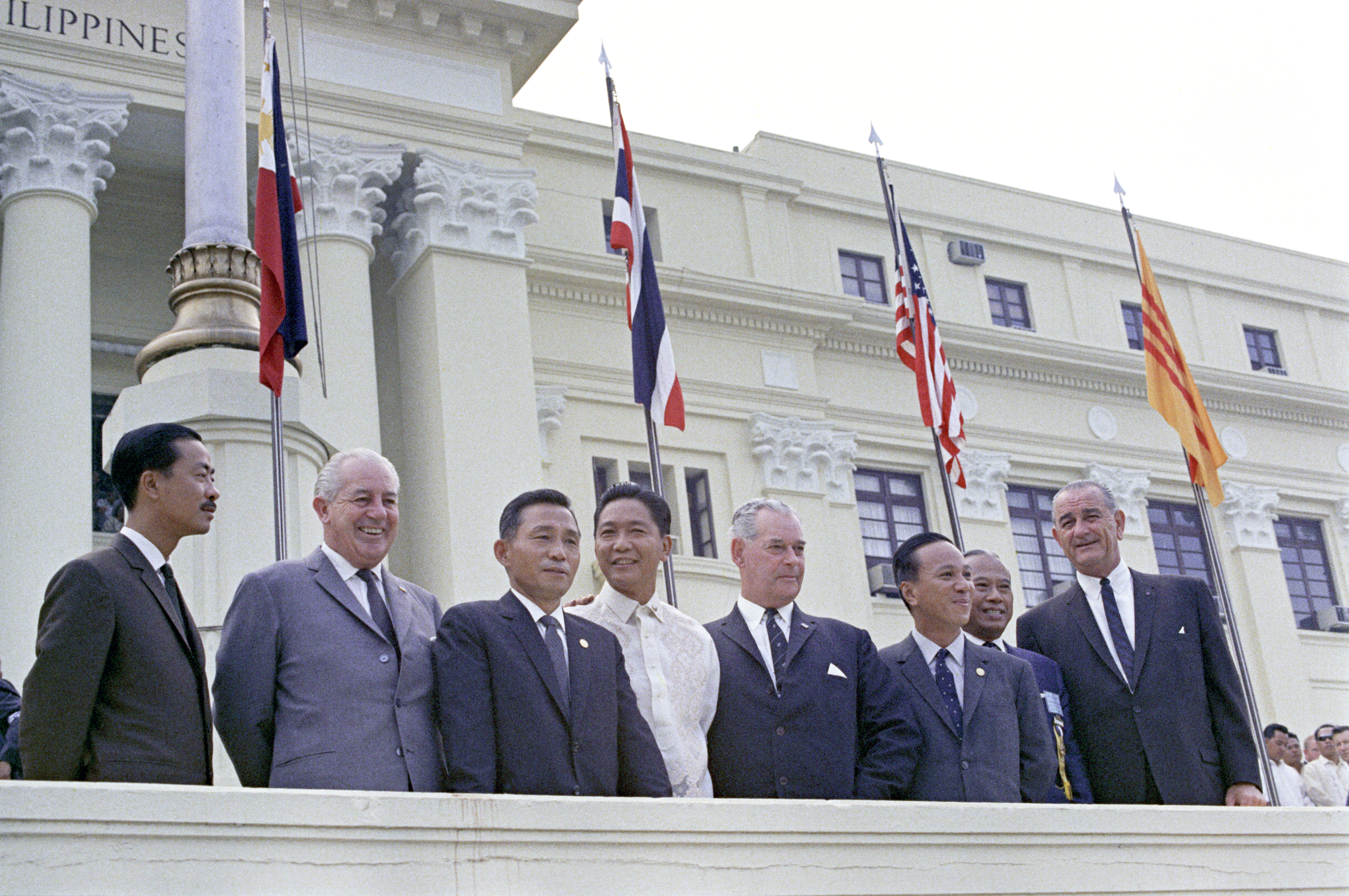
Harold Holt en la cumbre de la SEATO en octubre de 1966.

Holt creía que era su responsabilidad como primer ministro "reflejar la Australia moderna a mis compatriotas, a nuestros aliados y al mundo exterior en general". Su enfoque de la seguridad nacional enfatizó la oposición al comunismo internacional y la necesidad de comprometerse más con Asia. Holt dijo que el "gran hecho central de la historia moderna" era "el tremendo conflicto de poder entre el mundo comunista y el mundo libre". Era un firme creyente en el efecto dominó y la contención, sosteniendo que el comunismo tenía que ser combatido dondequiera que ocurriera para evitar que se extendiera a los países vecinos. En abril de 1967, Holt dijo al parlamento que "geográficamente somos parte de Asia, y cada vez más nos hemos dado cuenta de nuestra participación en los asuntos de Asia: nuestros mayores peligros y nuestras mayores esperanzas se centran en el mañana de Asia". Gough Whitlam dijo que Holt "hizo que Australia fuera más conocida en Asia e hizo que los australianos fueran más conscientes de Asia que nunca antes [...] creo que esta fue su contribución más importante a nuestro futuro".
La diplomacia personal era el punto fuerte de Holt: creía que las relaciones diplomáticas podrían fortalecerse estableciendo conexiones íntimas con otros líderes mundiales. Este enfoque no fue del agrado de su ministro de asuntos exteriores, Paul Hasluck, quien en sus memorias lo acusó de creer en la "diplomacia instantánea" y de acreditar sus encantos personales por los avances realizados por los funcionarios diplomáticos. Como primer ministro, el primer viaje de Holt al extranjero fue al sudeste asiático en abril de 1966, donde visitó Malasia, Singapur, Vietnam del Sur y Tailandia. Visitó Camboya, Laos, Corea del Sur y Taiwán entre marzo y abril de 1967. Su muerte le impidió visitar Birmania, India, Indonesia, Japón y Pakistán, previstos para 1968.  La mayoría de esos países nunca antes habían sido visitados por un primer ministro australiano. También hubo una serie de visitas recíprocas de líderes de Asia oriental, incluidos Eisaku Satō de Japón, Souvanna Phouma de Laos y Thanom Kittikachorn de Tailandia. El más controvertido de ellos ocurrió en enero de 1967, cuando el primer ministro Nguyễn Cao Kỳ de Vietnam del Sur recibió la invitación personal de Holt, emitida sin consultar al gabinete. El sentimiento público comenzaba a volverse contra la guerra, y la visita de Ky fue recibida con grandes manifestaciones. El líder de la oposición, Arthur Calwell, emitió un comunicado llamándolo un "pequeño carnicero miserable". Sin embargo, Ky se manejó bien, y The Bulletin calificó su visita como un "triunfo personal".

#### Guerra de Vietnam

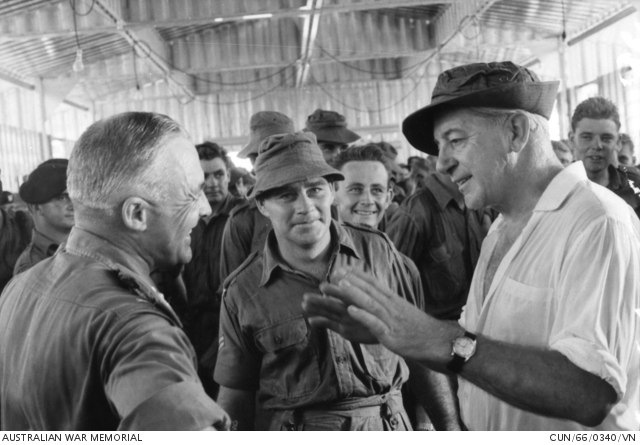
Harold Holt conversando con militares australianos desplegados en Vietnam. 23 de abril de 1966.

La Guerra de Vietnam fue el tema dominante de política exterior durante el mandato de Holt. Fue un firme partidario de la participación australiana en la guerra, que había comenzado en 1962, y acusó a sus críticos de adoptar una actitud de "Tierra de Loto".  Además de citar las obligaciones con la SEATO de Australia y Vietnam del Sur, Holt justificó la guerra sobre la base de que Australia estaba moralmente obligada a "resistir la subversión y la agresión comunistas" y "defender el derecho de cada pueblo a elegir su propio orden social y económico". Sostuvo que "a menos que haya seguridad para todas las naciones pequeñas, no puede haber seguridad para ninguna nación pequeña".
En marzo de 1966, Holt anunció que el Batallón I del Regimiento Real Australiano, sería retirado y reemplazado por la 1.ª Fuerza de Tarea Australiana, una unidad autónoma del tamaño de una brigada con base en Nui Dat. Esto triplicó efectivamente el número de tropas australianas en Vietnam a alrededor de 4.500, y también incluyó a 1.500 militares nacionales, los primeros reclutas en servir en el conflicto. En los últimos meses del mandato de Holt, Australia tenía más de 8.000 efectivos estacionados en Vietnam del Sur, procedentes de las tres ramas de la Fuerza de Defensa Australiana; el aumento final de tropas se anunció en octubre de 1967. Holt "nunca se desvió de su apoyo incondicional al bombardeo estadounidense de Vietnam del Norte y la esperanza de que el aumento constante del número de tropas extranjeras desplegadas en Vietnam del Sur conduciría a la victoria militar y una solución a la crisis". John Gorton dijo más tarde que era «irónico que, siendo un hombre de paz, hubiera presidido una de las mayores acumulaciones de poder militar en las que Australia se ha visto involucrada».
El manejo de la guerra por parte del gobierno inicialmente gozó de un amplio apoyo público, y fue considerado un contribuyente clave a la aplastante victoria electoral en 1966, referida por algunos como una "elección caqui". A finales del año siguiente, sin embargo, las encuestas de opinión mostraban que el sentimiento público se había vuelto contra la guerra, y los medios de comunicación previamente apoyados habían comenzado a criticar la toma de decisiones de Holt. La insistencia en que las tropas australianas continuaran en la Guerra de Vietnam fue muy criticada en Australia, especialmente entre las madres de los soldados; Holt no viviría para ver las manifestaciones masivas experimentadas por sus sucesores. Se dijo que estaba presionado por Estados Unidos para aumentar la presencia australiana en Vietnam. La oposición política a la guerra fue liderada inicialmente por el líder de la oposición Arthur Calwell, quien prometió una retirada total del conflicto y lo calificó de "guerra civil cruel e imposible de ganar". Su reemplazo, Gough Whitlam, adoptó un enfoque más pragmático, centrándose en los detalles de la política (particularmente la aparente falta de una estrategia de salida del gobierno) en lugar de la validez de la guerra en sí.

#### Estados Unidos

Harold con el presidente Lyndon B Johnson en el despacho oval el 1 de junio de 1967.

Holt quería una relación más sólida con Estados Unidos, a cuyo presidente Lyndon B. Johnson había apoyado en la Guerra del Vietnam desde un principio, aumentando el número de tropas australianas implicadas en la guerra. Consideraba al presidente Johnson como un amigo personal y alguien con quien compartía la misma visión de futuro en muchos asuntos importantes. Creía que "sin el escudo estadounidense, la mayoría de nosotros que vivimos en Asia y el Pacífico Sur tendríamos una sensación continua de inseguridad". La cooperación entre los dos países se extendió más allá de la guerra de Vietnam. Holt aprobó la construcción de varias estaciones terrestres para uso de la NASA y las agencias de inteligencia estadounidenses, incluyendo Pine Gap, Honeysuckle Creek y Tidbinbilla. Esto convirtió a Australia en "el centro más importante para las operaciones espaciales y de misiles estadounidenses fuera de los Estados Unidos continentales".
Holt y Johnson desarrollaron una amistad personal. Tenían la misma edad y se habían conocido por primera vez en 1942, cuando Johnson visitó Melbourne como oficial naval; después compartieron una trayectoria profesional similar. Holt visitó los Estados Unidos dos veces mientras estaba en el cargo, en junio y julio de 1966, y en la última visita fue invitado a quedarse en Camp David. Según los informes, él y Johnson jugaban al tenis, se relajaban junto a la piscina y veían películas juntos.
Cuando Holt fue a Washington D. C. en 1966 fue acogido calurosamente en la Casa Blanca. En su primera visita a los Estados Unidos, Holt hizo lo que fue ampliamente visto como un desliz mientras pronunciaba un discurso ceremonial en la Casa Blanca. Apartándose de sus comentarios preparados, dijo: "Y así, señor, en los momentos más solitarios y quizás aún más desalentadores que le llegan a cualquier líder nacional, espero que haya un rincón de su mente y corazón que se alegre del hecho de que tiene un amigo admirador, un amigo incondicional que estará todo el camino con LBJ " (all the way with LBJ, en inglés). Holt había querido decir que era un "gesto alegre de buena voluntad hacia un anfitrión generoso", haciendo referencia al eslogan utilizado en la campaña presidencial de Johnson en 1964. Fue interpretado como tal por su audiencia inmediata, pero una vez que se informó en Australia, llegó a ser visto como una "declaración tonta, aduladora y peligrosa" que era indicativa de la sumisión australiana. Bill Hayden dijo que los comentarios de Holt "conmocionaron e insultaron a muchos australianos [...] su aparente servilismo era una vergüenza y una preocupación". Los editoriales de los periódicos generalmente estuvieron de acuerdo con la afirmación de Holt de que había sido malinterpretado, pero aun así lo criticaron por cometer un error de juicio. Sus comentarios intensificaron los sentimientos contra la guerra entre aquellos que ya se oponían a la guerra, pero tuvieron poco impacto electoral. Sin embargo, "all the way with LBJ" todavía se recuerda como la "declaración más conocida" de Holt.
En octubre de 1966, Johnson hizo la primera visita a Australia de un presidente estadounidense en ejercicio; el vicepresidente Hubert Humphrey había visitado el país en febrero de ese año. Recorrió cinco ciudades y fue recibido por grandes multitudes, así como por varios manifestantes contra la guerra, que interrumpieron la caravana presidencial. La oposición criticó la visita como un truco publicitario. Johnson más tarde regresó a Australia para el funeral de Holt, e invitó a su viuda Zara a quedarse con él cuando visitó los Estados Unidos en 1969.

#### Reino Unido y la Commonwealth

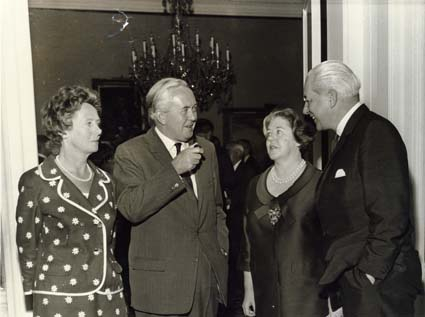
El matrimonio Holt con el primes ministro británico Harold Wilson y su esposa, Mary Wilson, en 1967.

Aunque Holt estaba dispuesto a presentar sus respetos a Richard Gardiner Casey, gobernador general de Australia, no era ningún secreto que prefería prescindir de dichas formalidades, asociadas con el viejo Imperio británico. Holt pensaba, sin embargo, que Australia debía afianzar relaciones con los vecinos del sudeste asiático antes que con el distante Reino Unido. En julio de 1966 visitó el Reino Unido, siendo recibido por manifestantes contra la guerra allí por donde fuera. El primer ministro británico Harold Wilson, del Partido Laborista, fue evasivo cuando fue presionado por Holt para que implicase a tropas británicas en el conflicto, algo que chocó con el parecer de Holt.
Holt era un firme partidario de la Mancomunidad de Naciones, y creía que sus Estados miembros tenían obligaciones morales entre sí, particularmente el Reino Unido, como la antigua "madre patria". Sin embargo, su relación con Harold Wilson, el primer ministro británico, fue algo fría. Presionó repetidamente a Wilson para mantener una fuerte presencia británica "al este de Suez", con el fin de complementar los esfuerzos estadounidenses, y a principios de 1967 recibió garantías de que no se contemplaba ninguna reducción. Sin embargo, a mediados de año, Wilson había anunciado que el Reino Unido tenía la intención de cerrar todas sus bases en Asia a principios de la década de 1970 (excepto Hong Kong). En respuesta a las preocupaciones de Holt, Wilson sugirió que se podría establecer una base naval británica en Cockburn Sound. Holt rechazó este ofrecimiento rotundamente, y sintió que Wilson lo había engañado deliberadamente en cuanto a sus intenciones.

### Polémicas
La popularidad y la posición política de Holt se vieron dañadas por su mal manejo percibido de una serie de controversias que surgieron durante 1967. Cuando en febrero de 1967 una serie de incendios forestales asolaron la isla de Tasmania, Holt viajó rápidamente a la isla, ofreciendo ayuda gubernamental. Pero la violencia de la política estaba empezando a pasar factura al normalmente pletórico Holt, que cada vez pasaba más tiempo en su residencia de Portsea. Tanto fue así, que fue acusado de descuidar sus responsabilidades como primer ministro. 
En abril, el nuevo programa nocturno de actualidad de la ABC, This Day Tonight, publicó una historia que criticaba la decisión del gobierno de no renovar al presidente de la Junta de ABC, Sir James Darling. Holt respondió precipitadamente, cuestionando la imparcialidad del ABC e implicando un sesgo político por parte del periodista Mike Willesee (cuyo padre Don Willesee fue senador del ALP y futuro ministro del gobierno de Whitlam). Su declaración provocó fuertes protestas tanto de Willesee como de la Asociación Australiana de Periodistas.
En mayo de 1967, la creciente presión de los medios de comunicación y dentro del Partido Liberal obligó a Holt a anunciar un debate parlamentario sobre la cuestión de una segunda investigación sobre el hundimiento del HMAS Voyager en 1964 que se celebraría el 16 de mayo. El debate incluyó el discurso inaugural del recién elegido diputado liberal de Nueva Gales del Sur, Edward St John, quien aprovechó la oportunidad para criticar la actitud del gobierno ante las nuevas pruebas sobre el desastre. Un enfurecido Holt interrumpió el discurso de St John, desafiando la convención parlamentaria de que los discursos inaugurales se escuchan en silencio; su error avergonzó al gobierno y socavó aún más el apoyo de Holt en el Partido Liberal. Unos días más tarde, Holt anunció una nueva Comisión Real sobre el desastre.
En octubre de 1967, el parlamento australiano acusó a Holt de utilizar aviones de la fuerza aérea australiana para viajes particulares. La controversia llegó a su punto álgido cuando John Gorton (líder del Gobierno en el Senado) presentó documentos que mostraban que Holt había engañado al parlamento en sus respuestas anteriores sobre el asunto. El apoyo a su liderazgo se erosionó aún más por su negativa a despedir al Ministro del Aire, Peter Howson, para desactivar el escándalo, alimentando las críticas desde dentro del partido de que Holt era "débil" y carecía de la crueldad de Menzies. Gran parte de la culpa del episodio dentro del Servicio Público recayó en Sir John Bunting, Secretario del Departamento del primer ministro, aunque otras figuras como el Secretario Adjunto Peter Lawler pudieron protegerse. Uno de los primeros actos de John Gorton al convertirse en primer ministro en enero de 1968 fue dejar de lado a Bunting creando un departamento separado de la Oficina del Gabinete con Bunting como su jefe, y lo reemplazó con Lenox Hewitt. El escándalo fue negado por Holt y que posteriormente se descubrió su veracidad. Intentó limpiar su reputación dedicando más tiempo a asuntos domésticos.
En noviembre de 1967, el gobierno sufrió un serio revés en las elecciones al Senado, ganando sólo el 42,8% de los votos contra el 45% de los laboristas. La coalición también perdió los escaños de Corio (Victoria) y Dawson (Queensland) ante el Partido Laborista en elecciones parciales. Alan Reid dijo que, dentro del partido, la reversión fue atribuida al mal manejo de Holt del escándalo del uso de los aviones. La inquietud crecía sobre su estilo de liderazgo y posibles problemas de salud.

## Desaparición

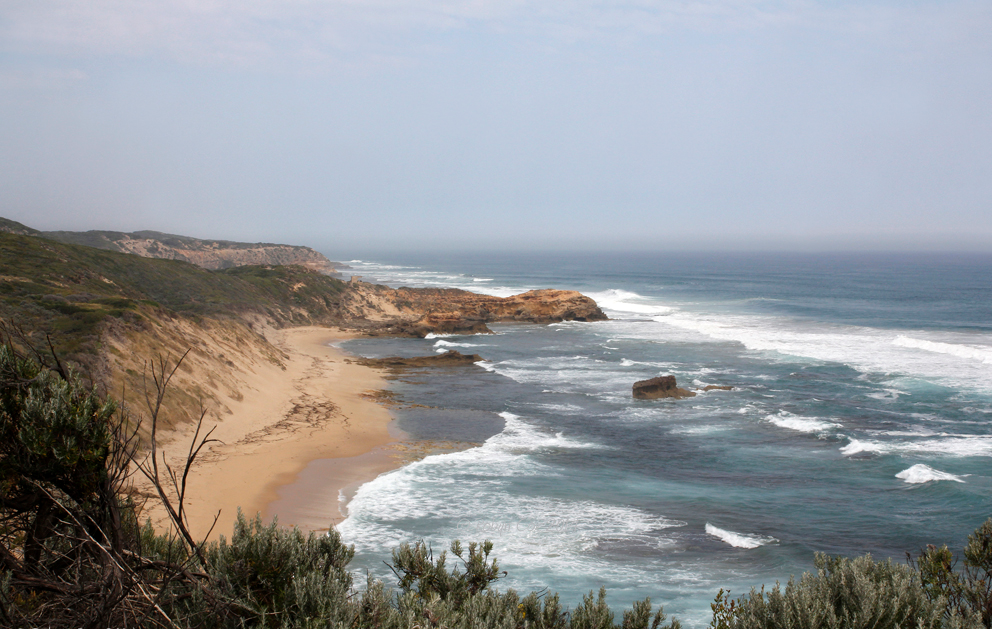
Cheviot Beach.

Holt amaba el océano, particularmente la pesca submarina, y tenía casas de vacaciones en Portsea (Victoria) y Bingil Bay (Queensland). El 17 de diciembre de 1967, mientras Holt pasaba el fin de semana en Portsea, él y cuatro compañeros (entre ellos su vecina Majorie Gillespie) decidieron conducir hasta Point Nepean para ver al marinero Alec Rose pasar por The Rip en su intento de circunnavegación en solitario. En su camino de regreso a Portsea, Holt convenció al grupo de que se detuviera en la remota Cheviot Beach, Victoria. La idea era nadar antes del almuerzo: había pescado allí en muchas ocasiones anteriores y afirmó "conocer esta playa como la palma de mi mano". Debido a las duras condiciones, solo otra persona, Alan Stewart, se unió a Holt en el agua. Stewart se mantuvo cerca de la orilla, pero Holt nadó en aguas más profundas a pesar de las fuertes corrientes. El grupo lo perdió de vista y desapareció sin dejar rastro. Una de las testigos, Marjorie Gillespie, lo describió como "como una hoja que se saca [...] tan rápido y final".
La desaparición de Holt provocó una de las operaciones de búsqueda más grandes en la historia de Australia, pero nunca se halló ni rastro de su cuerpo. A las 10 p. m. del 18 de diciembre, el Gobernador General Lord Casey anunció que había terminado la comisión de Holt como primer ministro tras su presunta muerte. El 19 de diciembre, tras varias búsquedas, las autoridades informaron que Holt habría perecido ahogado, dándose oficialmente como fallecido. Otra posible teoría señalaba que un tiburón le devoró mientras nadaba.
Las teorías de conspiración han incluido sugerencias de que Holt fingió su propia muerte, o bien fue asesinado por la CIA e incluso recogido por un submarino para que pudiese desertar a China. También se planteó la hipótesis del suicidio, pero los cercanos a él rechazaron esto por ser impropio de su personalidad.
Ante la imposibilidad de encontrar su cuerpo, se le ofreció un funeral corpore absentia en la catedral de San Pablo de Melbourne el 22 de diciembre. El acto contó con la presencia del entonces Príncipe de Gales, Carlos de Inglaterra, quien representaba por primera vez a su madre en un acto oficial fuera del Reino Unido. También asistieron el presidente de Estados Unidos, Lyndon B. Johnson y el primer ministro británico, Harold Wilson. A la edad de 59 años en el momento de su muerte, Holt se convirtió en el tercer primer ministro australiano en morir en el cargo, después de Joseph Lyons (1939) y John Curtin (1945). John McEwen, el líder del National Party of Australia (NPA), prestó juramento como primer ministro interino el 19 de diciembre. El Partido Liberal celebró una elección de liderazgo el 9 de enero de 1968, en la que John Gorton derrotó a Paul Hasluck, Billy Snedden y Les Bury. Gorton era miembro del Senado, y de acuerdo con la convención constitucional buscó y ganó la elección a la Cámara de Representantes en la elección parcial causada por la muerte de Holt.
Un informe policial publicado a principios de 1968 no hizo hallazgos definitivos sobre la muerte de Holt, mientras que una investigación forense en 2005 arrojó un veredicto de ahogamiento accidental. En general, se acepta que Holt sobreestimó su capacidad de natación.

## Vida personal

### Relaciones
Mientras estaba en la universidad, Holt conoció a Zara Dickins, la hija de un hombre de negocios de Melbourne; Hubo una "atracción mutua instantánea". Hicieron planes para casarse una vez que Holt se hubiera graduado, pero después de una disputa financiera decidieron separarse. Zara se fue de viaje al Reino Unido, donde le presentaron a James Fell, un oficial del ejército indio británico. Acompañó a Fell a la India, y luego, a principios de 1935, regresó a Australia, donde Holt nuevamente le propuso matrimonio. Ella rechazó su oferta, y se casó con Fell poco tiempo después, yendo a vivir con él en Jabalpur. Holt había entrado en el parlamento en ese momento, y pronto fue perfilado como "el soltero más elegible en el parlamento". Salió brevemente con Lola Thring, la hija del socio comercial de su padre, F.W. Thring, pero su padre viudo Tom también estaba interesado en ella (para "disgusto" de su hijo). Tom Holt se casó con Lola en 1936, y su hija Frances (media hermana de Harold) nació en 1940; Tom Holt murió en 1945.

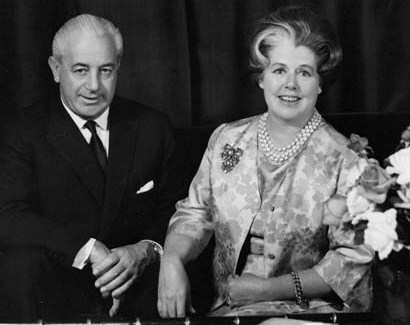
Harold y Zara Holt en la década de 1950.

En 1937, Zara regresó a Australia para dar a luz a su primer hijo, Nicholas. Tuvo dos hijos más, los gemelos Sam y Andrew, en 1939. Su matrimonio con Fell se rompió poco tiempo después, y a finales de 1940 regresó a Australia permanentemente y reanudó la relación con Holt. Su relación no se hizo pública durante algún tiempo, para evitar que Holt se viera implicado en el proceso de divorcio de Zara. Finalmente se casaron el 8 de octubre de 1946, en la casa de los padres de Zara en St Georges Road, Toorak. Inicialmente vivían en la cercana Washington Street, pero en 1954 compraron la casa de St Georges Road. Holt adoptó legalmente a los tres hijos de Zara, y cuando eran jóvenes cambiaron su apellido por el suyo. Según el biógrafo Tom Frame, era un "secreto a voces" que Holt era el padre biológico de los gemelos, ya que compartían su apariencia física y habían sido concebidos en un momento en que se sabía que Zara había estado en Melbourne.
Zara Holt era una exitosa mujer de negocios, propietaria de una cadena de tiendas de ropa, y sus ingresos eran mayores que los de su marido, incluso como primer ministro. Fue su éxito lo que permitió a la pareja comprar dos casas de vacaciones, una en Portsea, Victoria, y la otra en Bingil Bay, Queensland. Sin embargo, hizo sacrificios por la carrera política de su esposo, acompañándolo en todos menos uno de sus viajes al extranjero, que podían durar semanas.
Después de la muerte de su marido, Zara se volvió a casar en 1969 con uno de sus colegas del Partido Liberal, Jeff Bate, adoptando su nombre definitivo como Zara Bate. Enviudó por segunda vez en 1984 y murió en 1989. En una entrevista de 1988 en The Sydney Morning Herald, Zara declaró que su esposo Harold había llevado a cabo decenas de relaciones extramatrimoniales. En su biografía de Holt, Tom Frame escribió: "No he incluido los nombres de las mujeres con las que Holt supuestamente tuvo una relación sexual porque no pude confirmar o desmentir que la mayoría de estas relaciones tuvieron lugar [...] por su propia naturaleza siempre fueron ilícitas y Holt era muy discreto".

### Personalidad
Holt fue el primer primer ministro australiano nacido en el siglo XX. Era un deportista entusiasta y un ávido nadador, en marcado contraste con Menzies y la mayoría de sus predecesores y colegas. Al igual que el sucesor posterior Bob Hawke, esto resonó con un efecto positivo dentro del electorado. Sus habilidades oratorias eran muy superiores a las de Arthur Calwell, a quien Holt venció rotundamente en 1966. Sin embargo, la retórica de Holt se consideró coincidente con la del nuevo líder laborista Gough Whitlam. El propio Whitlam dijo más tarde de Holt:

Su capacidad para establecer relaciones con hombres de diferentes orígenes, actitudes e intereses era su esencia. Era tolerante, humano y de mente abierta. Su persuasión de modales no era una pose. Era el reflejo externo de un ser humano verdaderamente civilizado. Era en un sentido muy real un caballero.
Gough Whitlam, líder de la oposición, marzo de 1968.

### Creencias religiosas
Holt ha sido descrito como un "agnóstico apático". Fue bautizado anglicano, asistió a escuelas metodistas y se casó con formas presbiterianas, pero ni él ni su esposa tenían ningún interés en la religión. Su falta de religiosidad aparentemente tuvo poco impacto en sus perspectivas políticas, y no fue generalmente comentada. Alick Downer creía que los pensamientos de Holt "yacían en este mundo, no en el próximo". Según su amigo Simon Warrender, "era un agnóstico cuya razón de ser era la dedicación a su carrera". Holt tenía una reputación como algo así como un fatalista, y frecuentemente citado del poema carpe diem de Andrew Marvell "To His Coy Mistress". También le gustaba el poema de Rudyard Kipling "If—", que Warrender dijo que usó como una "luz guía en su vida política y privada".

## Legado

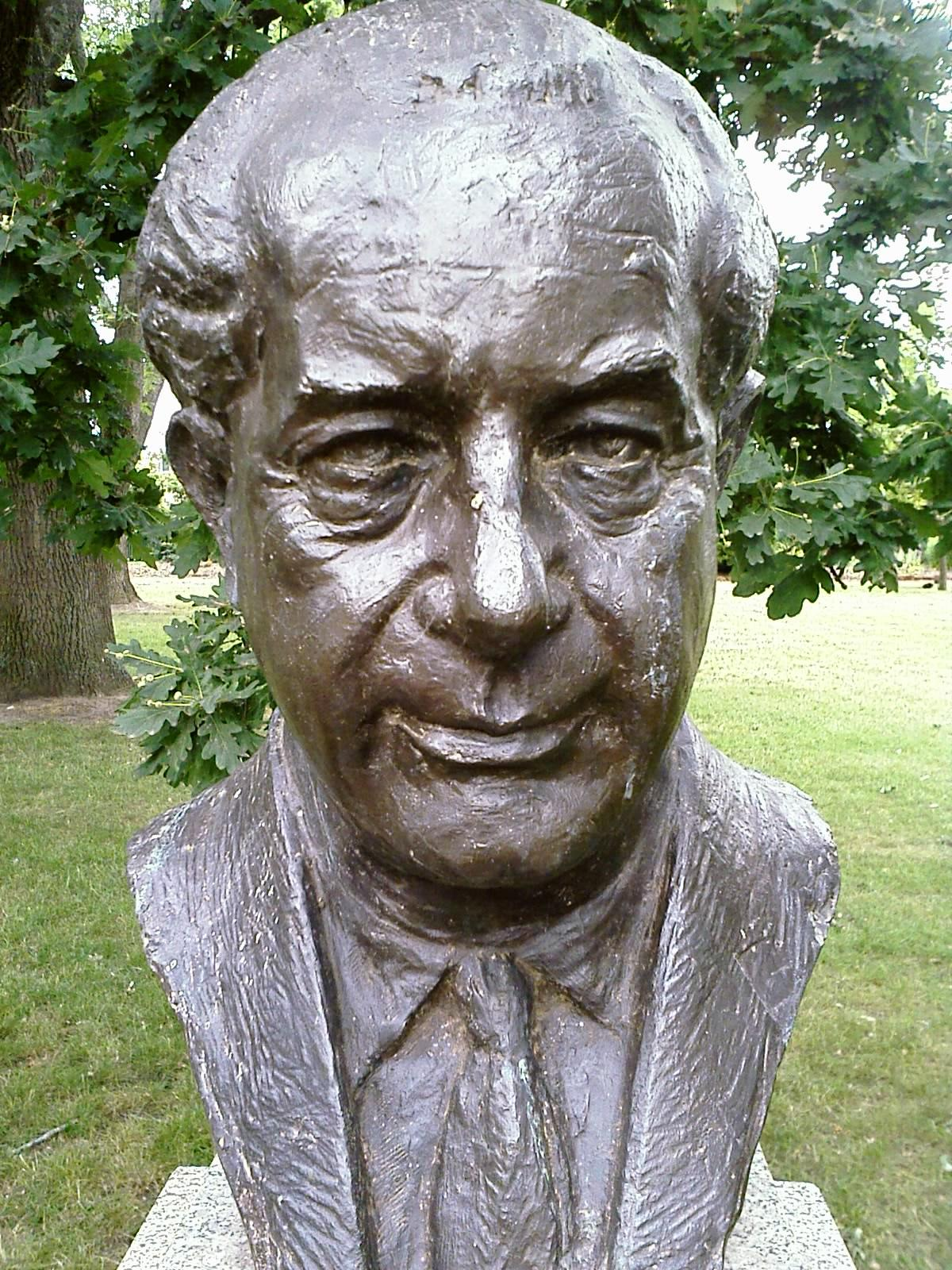
Busto de Harold Holt del escultor Victor Greenhalgh en la Prime Minister's Avenue en los jardines botánicos Ballarat.

Harold Holt es conmemorado por el Harold Holt Memorial Swimming Centre en Glen Iris, en las afueras de Melbourne. El complejo estaba en construcción en el momento de la desaparición de Holt, y como él era el miembro local, fue nombrado en su memoria. La ironía de conmemorar a un hombre que se presume que se ahogó dándole su nombre una piscina ha sido una fuente de discusión para muchos australianos. La piscina dentro del Primer Complejo de Apoyo Australiano en Vietnam del Sur también fue nombrada en su honor.

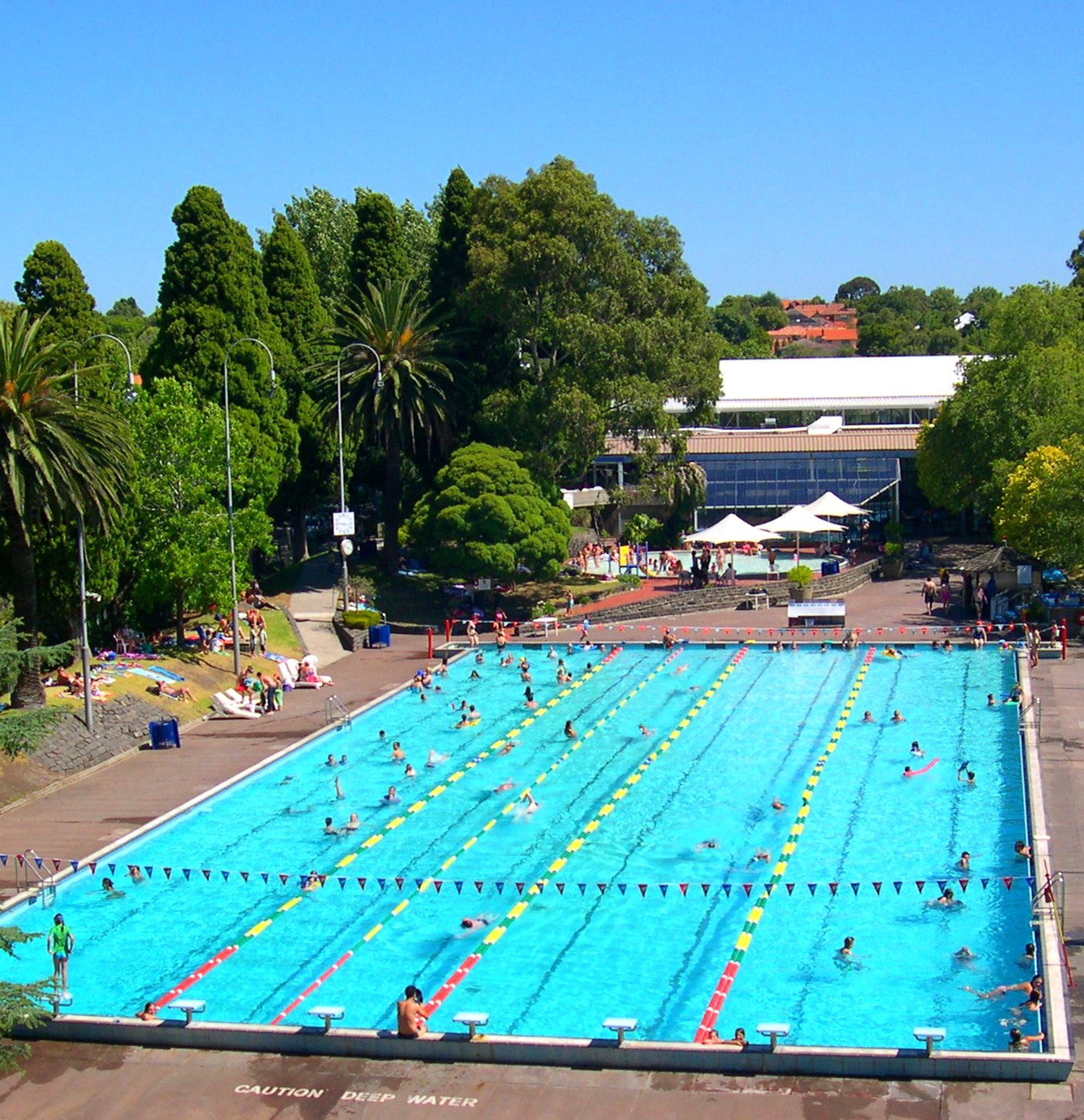
Harold Holt Swim Centre.

En 1968, la recién comisionada fragata de la clase Knox de la Armada de los Estados Unidos USS Harold E. Holt fue nombrado en su honor. Fue botado por la viuda de Holt, Zara, en los Astilleros Todd en Los Ángeles el 3 de mayo de 1969, y fue el primer buque de guerra estadounidense en llevar el nombre de un líder extranjero.
En 1969, una placa conmemorativa de Holt fue atornillada al fondo marino de Cheviot Beach después de una ceremonia conmemorativa, llevando la inscripción:
In memory of Harold Holt, Prime Minister of Australia, who loved the sea and disappeared hereabouts on 17 December 1967.
Other memorials include:
- el suburbio de Holt, Territorio de la Capital Australiana.
- la Estación de Comunicación Naval Harold E. Holt.
- la División de Holt, un distrito electoral en la Cámara de Representantes de Australia en Victoria.
- un reloj de sol y un jardín en Fitzroy Gardens, Melbourne.
- un ala para internos en Wesley College, Melbourne.
- las Reservas Pesqueras Harold Holt: cinco áreas protegidas en el sur de la Bahía Port Phillip, ubicadas en Swan Bay, Point Lonsdale, Mud Islands, Point Nepean y Pope's Eye (The Annulus).
- una piedra conmemorativa dentro del "Jardín de los Primeros Ministros" del Cementerio General de Melbourne.

A modo de memorial popular, se le recuerda en la expresión vernácula australiana "do a Harold Holt" (o "do the Harry"), argot que rima para "do a Bolt" que significa "desaparecer repentinamente y sin explicación", aunque esto generalmente se emplea en el contexto de la desaparición de una reunión social en lugar de un caso de presunta muerte.
En los honores del cumpleaños de la Reina de junio de 1968, la viuda de Holt, Zara, fue nombrada Dama Comendadora de la Orden del Imperio Británico (DBE), convirtiéndose en Dame Zara Holt. Más tarde se casó por tercera vez, con un colega del partido liberal de Holt, Jeff Bate, y entonces era conocida como Dame Zara Bate.
El mineral Holtita se nombra en su honor. Fue descubierto en Greenbushes Tinfield, Australia Occidental y descrito formalmente en 1971.

### Distinciones
- Consejero Privado del Reino Unido. His Majesty's Most Honourable Privy Council (PC) – 25 de mayo de 1953[153]
- Orden de los Compañeros de Honor (Order of the Companions of Honour) – 14 de junio de 1967.

## Cargos
| Predecesor: George Maxwell           | Miembro del Parlamento australiano por la División de Fawkner 17 de agosto de 1935 10 de diciembre de 1949    | Sucesor: Bill Bourke     |
| Predecesor: Herbert Collett          | Ministro de Industria y Ciencia 28 de octubre de 1940 28 de agosto de 1941                                    | Sucesor: John Dedman     |
| Predecesor: Ninguno. Cargo creado    | Ministro de Trabajo y Servicio Nacional 28 de octubre de 1940 7 de octubre de 1941                            | Sucesor: Eddie Ward      |
| Predecesor: Ninguno. División creada | Miembro del Parlamento australiano por la División de Higgins 10 de diciembre de 1949 19 de diciembre de 1967 | Sucesor: John Gorton     |
| Predecesor: Arthur Calwell           | Ministro de Inmigración 19 de diciembre de 1949 24 de octubre de 1956                                         | Sucesor: Athol Townley   |
| Predecesor: Eric Harrison            | Líder adjunto del Partido Liberal 26 de septiembre de 1956 20 de enero de 1967                                | Sucesor: William McMahon |
| Predecesor: Jack Holloway            | Ministro de Trabajo y Servicio Nacional 19 de diciembre de 1949 10 de diciembre de 1958                       | Sucesor: William McMahon |
| Predecesor: Arthur Fadden            | Tesorero de Australia 10 de diciembre de 1958 26 de enero de 1966                                             | Sucesor: William McMahon |
| Predecesor: Robert Menzies           | 17.° Primer ministro de Australia 26 de enero de 1966 18 de diciembre de 1967                                 | Sucesor: John McEwen     |